# Loofoun
Loofoun is een bestuurslaag in het regentschap Belu van de provincie Oost-Nusa Tenggara, Indonesië. Loofoun telt 736 inwoners (volkstelling 2010).